# Sphodromantis citernii citernii
Sphodromantis citernii citernii es una subespecie de mantis de la familia Mantidae.

## Distribución geográfica
Se encuentra en Etiopía y Somalia.